# Cantó d'Ailly-sur-Noye
El cantó d'Ailly-sur-Noye és un cantó francès situat al departament del Somme, dins la regió de la Picardia. Està organitzat al voltant d'Ailly-sur-Noye, del districte de Montdidier.

## Municipis
| Municipi                | Habitants | Codi postal | Codi INSEE |
| ----------------------- | --------- | ----------- | ---------- |
| Ailly-sur-Noye          | 2.643     | 80250       | 80010      |
| Aubvillers              | 96        | 80110       | 80037      |
| Chaussoy-Epagny         | 622       | 80250       | 80188      |
| Chirmont                | 108       | 80250       | 80193      |
| Coullemelle             | 236       | 80250       | 80214      |
| Esclainvillers          | 130       | 80250       | 80283      |
| La Faloise              | 210       | 80250       | 80299      |
| Flers-sur-Noye          | 342       | 80160       | 80315      |
| Folleville              | 72        | 80250       | 80321      |
| Fransures               | 107       | 80160       | 80349      |
| Grivesnes               | 291       | 80250       | 80390      |
| Hallivillers            | 116       | 80250       | 80407      |
| Jumel                   | 368       | 80250       | 80452      |
| Lawarde-Mauger-l'Hortoy | 132       | 80250       | 80469      |
| Louvrechy               | 162       | 80250       | 80494      |
| Mailly-Raineval         | 195       | 80110       | 80499      |
| Quiry-le-Sec            | 270       | 80250       | 80657      |
| Rogy                    | 94        | 80160       | 80675      |
| Rouvrel                 | 238       | 80250       | 80681      |
| Sauvillers-Mongival     | 179       | 80110       | 80729      |
| Sourdon                 | 257       | 80250       | 80740      |
| Thory                   | 150       | 80250       | 80758      |

## Història
| Data d'elecció                           | Identitat       | Partit                        | Qualitat |
| ---------------------------------------- | --------------- | ----------------------------- | -------- |
| 1945-1951                                | Robert Verdez   | SFIO                          |          |
| 1951-1974                                | William Classen | radical                       |          |
| 1974-1993                                | Pierre Classen  | radical, després MDSF UDF-PSD |          |
| 1993-2001                                | Olivier Classen | UDF                           |          |
| 2001-                                    | Brigitte Lhomme | Divers droite                 |          |
| les dades anteriors no són pas conegudes |                 |                               |          |
|                                          |                 |                               |          |

## Demografia
| A partir de 1990 : Població sense dobles comptes |